# Nokia Lumia 820
Das Nokia Lumia 820 ist ein Smartphone des finnischen Unternehmens Nokia, das am 5. September 2012 offiziell zusammen mit dem Lumia 920 vorgestellt wurde. Es positioniert sich in der oberen Mittelklasse, über dem Lumia 720 und unter dem Lumia 920.

## Hardware

### Technische Daten
Das Lumia 820 besitzt ein 4,3 Zoll großes OLED-Display mit einer Auflösung von 800 × 480 Pixeln. Als Prozessor kommt der Qualcomm Snapdragon S4 Dual-Core-Prozessor mit einem Takt von 1,5 Gigahertz zum Einsatz, der auf 1 Gigabyte Arbeitsspeicher und 8 Gigabyte Massenspeicher zugreifen kann. Letzterer kann mit einer microSD-Karte um bis zu 64 Gigabyte erweitert werden kann.
Der Akkumulator des Lumia 820 ist 1650 mAh groß, was eine Gesprächsdauer von 8 Stunden (3G), 5 Stunden Videowiedergabe und 55 Stunden Musikwiedergabe erlaubt.

### Konnektivität
Das Lumia 820 verfügt über WLAN, Bluetooth 3.1 und NFC zum kabellosen Übertragen von Daten. Als Mobilfunknetze stehen LTE und UMTS zur Verfügung. Kabelgebunden können Daten über den microUSB-Anschluss ausgetauscht werden.

### Digitalkameras
Das Lumia 820 besitzt 2 Digitalkameras. Die Hauptkamera löst mit 8,7 Megapixeln auf und verfügt über eine Carl-Zeiss-Optik. Videos können in 1080p bei 30 FPS (Bilder pro Sekunde) aufgezeichnet werden.
Die Frontkamera löst mit 0,3 Megapixeln (VGA) auf. Videos können in 480p damit aufgezeichnet werden, Selfies in einer Auflösung von 640 × 480 Pixeln (4:3 Format).

## Software

### Betriebssystem
Auf dem Lumia 820 kommt als Betriebssystem Windows Phone 8 zum Einsatz. Ein Upgrade auf den Nachfolger Windows Phone 8.1 ist möglich.